# Bill Foster (cómic)
El Dr. Bill Foster, también conocido como Goliat Negro, el segundo Hombre Gigante, y el cuarto Goliat, es un personaje ficticio, un superhéroe de cómics de Marvel Comics. Es un profesor con poderes similares a los de Hank Pym, aumentando el tamaño y la masa a proporciones gigantescas.
Laurence Fishburne interpreta al personaje en la película de Marvel Cinematic Universe Ant-Man and the Wasp (2018) como un ex científico de S.H.I.E.L.D. y ahora profesor universitario y fue un colega de Hank Pym y luego hizo su voz en versiones alternativas del personaje en la serie animada Moon Girl and Devil Dinosaur y What If...?. Foster volverá nuevamente en la película Thunderbolts (2025).

## Historia de publicación
El Dr. Foster es un afroamericano con poderes similares a los del Hombre Gigante, aumentar su tamaño y masa a proporciones gigantescas. Fue creado por Stan Lee y Don Heck en Vengadores #32 (septiembre de 1966). Su persona de "Goliat Negro" fue creado por Tony Isabella y George Tuska en Power Man #24 (abril de 1975). Foster se convirtió en el segundo Hombre Gigante en Marvel Two-in-One #55 (septiembre de 1979). Se convirtió todavía en el cuarto Goliat en La Cosa (vol. 2) #1 (enero de 2006).
A pesar de que se convirtió en un superhéroe años después de su primera aparición, Bill Foster es el tercerLeón Negro de 1947 es el #1[cita requerida] personaje de cómic afroamericano que se convierte en superhéroe.
Goliat Negro es también el nombre del cómic breve protagonizado por el personaje, que duró 5 números en 1976.
Bill Foster ha aparecido en las páginas de varios cómic, incluyendo entre otros Los Vengadores, Power Man, Marvel Two-in-One, Campeones, Defensores, Marvel Super-Heroes (vol. 3), Marvel Comics Presents, y Civil War.
El personaje fue asesinado en el cuarto número de la serie Civil War.

## Biografía del personaje ficticio

### Origen
Bill Foster nació en Watts, Los Ángeles, California. En bioquímica del Instituto de Tecnología de California (Caltech), el Dr. Foster trabajó en la División de Planes e Investigación de la fábrica de Tony Stark en Baltimore. Él es contratado para ser el asistente de laboratorio de bioquímica del Dr. Henry Pym (también conocido como Hombre Gigante). Pym está atascado a la altura de 10 pies (3 m) por un tiempo y a petición de Stark, el Dr. Foster ayuda a Pym a encontrar una cura para cambiar su tamaño a la normalidad. Foster sigue trabajando como asistente de laboratorio de Pym. Foster después investiga las muertes aparentes de Henry Pym y Janet Van Dyne.

### Goliat Negro
Su propaganda de origen desde la primera página de su libro homónimo dice lo siguiente: "BILL FOSTER - Dr. William Barrett Foster, Doctor en ciencias, Doctorado - un niño del ghetto que se ha levantado de los suburbios de Los Ángeles para convertirse en director de uno de los laboratorios de investigación del país de mayor prestigio. Un hombre cuya investigación le ha dado el poder de crecer de forma instantánea a una altura de cinco metros, con la fuerza de un verdadero gigante. Un hombre que se ha convertido en ... un héroe."
El Dr. Foster se traslada a la Costa Oeste y en algún punto adquiere la fórmula de las "partículas Pym", que le brindan la habilidad para crecer en tamaño al igual que su antiguo empleador. Tomando el nombre de Goliat Negro, ayuda a Power Man a luchar contra el Circo del Crimen. Más tarde se enfrenta a Atom-Smasher, el segundo Vulcano, y el Zancudo. El mercenario Halcón de Guerra mata a Atom-Smasher, y huye antes de que Goliat Negro pueda atraparlo.
Goliat Negro más tarde asiste a los Campeones de Los Ángeles a luchar contra Zancudo, luego se une al grupo a tiempo parcial como su asesor técnico. Junto a Ben Grimm, la Cosa, Goliat Negro combate al Salteador. Después de que los Campeones se disuelven, Goliat Negro, junto con un grupo grande de otros héroes, asiste a un mitin de mebresía de Defensores. Esta encarnación de los Defensores lucha contra un número de criminales sobrehumanos unidos sólo para una misión antes de separarse.

### Hombre Gigante

#### La Saga Proyecto: Pegaso
El Dr. Foster más tarde se une al personal de Proyecto Pegaso, la instalación de investigación semi-secreta de energía del gobierno de los EE. UU., como investigador bioquímico. Aunque revela su identidad de Goliat Negro a la Cosa, que en el momento está trabajando en seguridad para el Proyecto: Pegaso. En el proceso de responder a una alarma de emergencia, Foster decide cambiar su nombre por el de Hombre Gigante como sugerencia de Ben Grimm. Junto a la Cosa, Quasar, y el Acuariano, Hombre Gigante defiende el Proyecto: Pegaso contra Nuklo, las Luchadoras, Klaw, Solarr, y el Nth Man. Después de trabajar en el Proyecto: Pegaso por un tiempo corto Foster revela que se está muriendo de envenenamiento por radiación que contrajo en su pelea anterior con Atom-Smasher.
Junto a la Cosa y el Hombre de Hielo, se enfrenta al Circo del Crimen de nuevo. Junto a la Cosa y el Capitán América, combate a MODOK y AIM. Junto a la Cosa y Spider-Woman, Hombre Gigante enfrenta al segundo Atom-Smasher, hermano del original. El envenenamiento por radiación de Foster toma un giro para peor y él se encuentra en su lecho de muerte. Spider-Woman es inmune a la radiación en el momento, así que a Foster se le da una transfusión de sangre de Spider-Woman. El proceso cura su envenenamiento por radiación, pero termina con la inmunidad de Spider-Woman a la radiación, y remueve los poderes del Hombre Gigante también.

#### Guerra Evolutiva
Más tarde es visto durante los hechos conocidos como la Guerra Evolutiva. Foster es un científico que trabaja para el Alto Evolucionador en su base en la Tierra Salvaje. Después de descubrir los planes del Alto Evolutivo acerca de una bomba genética, Foster envía un mensaje de auxilio a los Vengadores de la Costa Oeste. Pájaro Burlón, Tigra, y el Caballero Luna son los únicos Vengadores que responden a su llamada y se le unen para destruir la base. Foster revela que él había estado sufriendo de cáncer desde su última aparición. Él retoma un suero de crecimiento mejorado, que añade masa limpia (libre de cáncer) a su cuerpo, por lo que se mantiene en tamaño gigante hasta que puede recibir más tratamiento. Esta fue la última mención del cáncer de Foster. Hombre Gigante después derrota al viejo enemigo del Hombre-Hormiga el Doctor Némesis y Goliat en su plan.

### No más héroe
Foster pronto abandona la identidad de Hombre Gigante y Hank Pym posteriormente la retoma para sí mismo. No mucho después de eso, los poderes iónicos de Goliat son interrumpidos en una batalla contra los Vengadores de la Costa Oeste. Esto provoca una interrupción de la energía que permite que una raza de seres extradimensionales, los Kosmosianos, para atacar la Tierra. Aunque las criaturas son finalmente rechazadas, la interrupción de energíay, los efectos en las Partículas Pym afectan todo lo que alguna vez ha estado expuesto a ellas, excepto el propio Pym, haciendo que pierdan el control de su crecimiento y / o poderes. Durante esta historia se mostró cómo Foster y Pym estaban tratando de utilizar partículas Pym para acabar con el hambre mundial.
Después de perder sus poderes, el Dr. Foster se une al personal de los Centros para el Control y Prevención de Enfermedades. En esta calidad ayuda a los Vengadores a lidiar con un arma biológica liberada cerca del Monte Rushmore.

### El Último Regreso
Foster como Goliat Negro aparece muy brevemente como parte de un equipo ad hoc de superhéroes "urbanos" (Luke Cage / Power Man, Puño de Hierro, Hermano Vudú y El Halcón), aunque no hay una explicación de cómo ha recuperado sus poderes.
Foster se pone la identidad de Goliat otra vez (junto con un nuevo traje y sin modificar el "Negro") primero para ayudar a la Cosa a lidiar con un supervillano (también golpeándolo para un subsidio de investigación), y luego ayuda a Spider-Man a rastrear a Hulk para que Bruce Banner hiciera frente a la degeneración celular de Spider-Man.

### Guerra Civil
Cuando surge la Guerra Civil, Goliat es visto como un miembro de los Vengadores Secretos anti-registro del Capitán América, adoptando el alias de Rockwell Dodsworth. Posteriormente, aparece brevemente entre rúa de otros superhéroes que asistieron a la boda de la Pantera Negra y Tormenta.
Foster es asesinado por un clon de Thor durante una batalla entre los Vengadores Secretos y las fuerzas pro-registro de Iron Man. Foster está enterrado como un gigante, con Iron Man pagando las treinta y ocho parcelas necesarias para acomodar su cuerpo. Su muerte afectó el equilibrio de fuerzas de la guerra, lo que llevó a varios personajes a cambiar de bando, como Spider-Man al lado del Capitán América.

### Legado
El sobrino de Bill, Tom Foster, un estudiante de I.T.M. informa a la Pantera Negra que pretende seguir los pasos de su tío al utilizar la fórmula de Partículas Pym y convertirse en un héroe. Más tarde, denunció públicamente a Reed Richards y Tony Stark por su parte en la muerte de su tío. Luego, Tom recrea y bebe la fórmula de su tío.
Durante la historia de "Dark Reign", Norman Osborn desenterró la tumba de Foster y le quitó la clavícula, con la esperanza de usar el residuo de partículas de Pym para rastrear a los Poderosos Vengadores de Hank Pym. Más tarde, Osborn rompe la clavícula de Foster por la mitad en un ataque de ira después de escuchar que el equipo de Pym es declarado "los verdaderos Vengadores" en la televisión nacional.
Cuando Hércules se aventura en el inframundo, Bill Foster es uno de los numerosos personajes fallecidos que se ven en Erebus: el lugar entre la vida y la muerte donde aquellos que sienten que todavía tienen asuntos en el mundo de los mortales (que van desde El Anciano, Banshee, el Barón Heinrich Zemo, Destello, Hombre de Cobalto, Comandante Kraken, Cifra, Estrella Oscura, Elvis Presley, Hipólita, Chacal, Sota de Corazones, Jack O'Lantern, Namorita, Orka, Puck, Azote del Inframundo, U-Go Girl, Veranke, y Avispa) quedándose y apostando por su resurrección.
Más tarde se reveló que Foster había trabajado con Pym en un programa de realidad virtual donde uno podía cargar su conciencia y vivir después de la muerte. Fuera de pena, Pym colgó la mente de Foster en el programa, en efecto creando una utopía virtual para su camarada. Más tarde, A.I.M. intentó secuestrar el programa, pero Pym pudo derrotarlos con la ayuda de Eric O'Grady. Durante el transcurso de la aventura, O'Grady (disfrazado de Pym en el mundo virtual) conversa brevemente con Foster, quien le dice que deje de alejar a sus seres queridos.

## Poderes y habilidades
Los superpoderes de Bill Foster son el resultado de su fórmula bioquímica que contiene partículas Pym que ingirió. Él tiene la habilidad de aumentar su tamaño y masa a un tamaño gigantesco al elaborar psiónicamente masa adicional de una fuente extradimensional mientras gana fuerza sobrehumana en proporción a su altura. La masa adicional regresa a la fuente extradimensional mientras disminuye de tamaño. El proceso de cambiar altura es fatigante, haciendo a Foster más vulnerable al daño, después de los cambios sucesivos.
Foster fue capaz de crecer de forma rutinaria a 15 pies (4,6 m) de altura, y podía levantar aproximadamente diez toneladas a esa altura. Después de recuperar sus poderes durante la "Guerra Evolutiva", su nivel de poder aumentado, y aunque la cuantificación precisa no fue proporcionada, ha demostrado la habilidad de crecer a 25 pies (7,6 m) en altura.
Bill Foster posee un intelecto dotado con un amplio conocimiento de la bioquímica.

## Otras versiones

### Marvel Zombies
Un zombificado Goliat Negro ataca la fortaleza del Doctor Muerte conocido como "Muerteshadt" en Marvel Zombies vs. The Army of Darkness #4. Él es repelido por las fuerzas de Muerte mientras es empalado por varios misiles grandes y asesinado cuando explotan mientras siguen dentro de él. Un zombificado Goliat Negro diferente aparece en Marvel Zombies Return. Él había sido decapitado y su aún cabeza zombi 'viviente' es utilizado como parte de un ordenador provisional para permitir que el zombificado Hank Pym creara viajes dimensionales. Este Goliat es destruido en un ataque por fuerzas humanas amigables.

### MC2 Universe
En MC2, en las páginas de A-Next, Bill Foster se ve dentro de la serie como su hijo, John Foster, se convierte en el nuevo Vigía Terrestre.

### Ultimate
Goliat era uno de los "Hombres Gigantes", creada por SHIELD como parte de las Reservas Supremas. Él era un ex Boina Verde y tenía un tatuaje de "Goliat" en su brazo. Fue aparentemente asesinado durante el ataque de los Libertadores sobre la Ciudad de Nueva York.

### Temporada Uno
Una versión más joven de Foster aparece en la novela gráfica Hombre Hormiga: Temporada Uno. Es interpretado como el asistente de laboratorio del joven Hank Pym, y le ayuda en su cruzada contra Cabeza de Huevo.

## En otros medios

### Marvel Cinematic Universe
Bill Foster aparece en medios ambientados en Marvel Cinematic Universe (MCU), interpretado principalmente por Laurence Fishburne,mientras que su hijo Langston lo retrata en flashbacks.Esta versión es un exmiembro de S.H.I.E.L.D., el asistente de Hank Pym en el "Proyecto Goliath" y el padre sustituto de Ava Starr después de la muerte de Elihas Starr.
- Introducido en la película de Ant-Man and the Wasp (2018), Foster enseña física cuántica en UC Berkeley cuando se encuentra con Pym, Scott Lang y Hope van Dyne. Después de que Ava los captura, Foster explica su intención de curar a Ava de su inestabilidad cuántica obteniendo energía del Reino Cuántico. Después de que Pym, Lang y Hope escapan, Foster y Ava roban el laboratorio de Pym, pero sus antiguos cautivos lo recuperan. Después de que Janet van Dyne estabiliza a Ava, Foster se da a la fuga con esta última.
- Una encarnación en realidad alternativa de Foster, que se convirtió en Giant-Man, aparecerá en la segunda temporada de la serie animada de Disney+ What If...?, con la voz de Fishburne.[37]
- Foster aparecerá en la película de acción real Thunderbolts (2025).[38]

### Televisión
Bill Foster aparece en el episodio de Moon Girl and Devil Dinosaur, "Devil on Her Shoulder", nuevamente con la voz de Laurence Fishburne.

### Videojuegos
- Bill Foster en su alias Goliat aparece en Marvel: Ultimate Alliance 2 con la voz de Emerson Brooks. Aparece como un jefe para el acto Pro-Registro. Más tarde ayuda a Iron Man, Mister Fantástico, y Chaqueta Amarilla a investigar una manera de detener al Redil.
- Goliath es un personaje jugable en Marvel Super Hero Squad Online.
- Black Goliath es un personaje jugable en Lego Marvel's Avengers, con la voz de James C. Mathis III.

### Misceláneos
- Bill Foster aparece en el # 1 del cómic basado en la serie animada Avengers: United They Stand. Aparece como asistente de laboratorio de Henry Pym.[40]